# Gustave Azerm
Gustave Azerm est un homme politique français né le 2 mai 1798 à Toulouse (Haute-Garonne) et mort le 11 janvier 1867 à Muret (Haute-Garonne).

## Biographie
Propriétaire agriculteur à Anneville, il est député de la Haute-Garonne de 1848 à 1849, siégeant avec les républicains modérés partisans du général Cavaignac.

## Sources
- « Gustave Azerm », dans Adolphe Robert et Gaston Cougny, Dictionnaire des parlementaires français, Edgar Bourloton, 1889-1891 [détail de l’édition]